# Matisia spathacea
Matisia spathacea är en malvaväxtart som beskrevs av Fern.Alonso. Matisia spathacea ingår i släktet Matisia och familjen malvaväxter. Inga underarter finns listade i Catalogue of Life.